# Jordan (Guimaras)
Jordan is een gemeente in de Filipijnse provincie Guimaras. Het is tevens de hoofdstad van deze provincie. Bij de laatste census in 2007 had de gemeente bijna 33 duizend inwoners.

## Geografie

### Bestuurlijke indeling
Jordan is onderverdeeld in de volgende 14 barangays:
| - Alaguisoc - Balcon Maravilla - Balcon Melliza - Bugnay - Buluangan - Espinosa - Hoskyn | - Lawi - Morobuan - Poblacion - Rizal - San Miguel - Sinapsapan - Santa Teresa |

## Demografie
Jordan had bij de census van 2007 een inwoneraantal van 32.524 mensen. Dit zijn 3.779 mensen (13,1%) meer dan bij de vorige census van 2000. De gemiddelde jaarlijkse groei komt daarmee uit op 1,72%, hetgeen lager is dan het landelijk jaarlijks gemiddelde over deze periode (2,04%).